# راد پیت
راد پیت (انگلیسی: Rod Peate؛ زادهٔ پورتلند، اورگن) و بازیکن پوکر است.

در سری مسابقات جهانی پوکر در سال ۱۹۸۳، پیت با مبلغ ۲۱۶.۰۰۰ هزار دلار به مقام نایب قهرمانی در رویداد اصلی رسید. 

از آن زمان، پیت چهار بار در رویداد اصلی برنده پول شده است: ۱۹۸۷، ۱۹۹۰، ۱۹۹۷ و ۱۹۹۸.
در سال ۱۹۹۵، پیت برنده دستبند سری جهانی پوکر شد.  پیت هنوز در مسابقات شرکت می کند، اگرچه اکثریت نقدینگی او در مسابقات در دهه های ۱۹۸۰ و ۱۹۹۰ به دست آمد.
او همچنین در تورنمنت اسطوره های پوکر در کازینو دوچرخه در فصل چهارم تور جهانی پوکر برنده شده‌است.
از سال 2016، مجموع بردهای او در مسابقات زنده بیش از 880000 دلار است.